# Devin Druid
Devin Druid (* 27. Januar 1998 in Chesterfield, Virginia) ist ein US-amerikanischer Schauspieler.

## Leben und Karriere
Devin Druid stammt aus dem US-Bundesstaat Virginia. Sein fünf Jahre jüngerer Bruder Aidan Fiske übernahm ebenfalls bereits erste Schauspielrollen. Nach Auftritten in einer Reihe von Schulaufführungen war Druid 2012 für die Dokumentation Trading Ages erstmals vor der Kamera zu sehen.
In der Folge übernahm er vor allem Gastrollen in US-Serien, etwa in Those Who Kill, Olive Kitteridge oder House of Cards. Daneben war Druid auch in einer Reihe von Filmnebenrollen zu sehen, so etwa in Louder Than Bombs, Wiener Dogs oder Imperium, in welchem er gemeinsam mit seinem Bruder auftrat. 2017 folgte die erste Besetzung für eine Serienhauptrolle, so übernahm er in der Netflix-Serie Tote Mädchen lügen nicht die Rolle des Tyler Down.
Druid lebt derzeit im kalifornischen Los Angeles.

## Filmografie (Auswahl)
- 2012: Trading Ages (Dokumentation)
- 2013: Troop 491: the Adventures of the Muddy Lions
- 2014: Those Who Kill (Fernsehserie, Episode 1x07)
- 2014: Louie (Fernsehserie, 2 Episoden)
- 2014: Olive Kitteridge (Miniserie, 2 Episoden)
- 2015: Louder Than Bombs
- 2016: Wiener Dogs
- 2016: House of Cards (Fernsehserie, Episode 4x06)
- 2016: Macbeth Unhinged
- 2016: Imperium
- 2016: Sugar!
- 2017–2020: Tote Mädchen lügen nicht (13 Reasons Why, Fernsehserie, 49 Episoden)
- 2018: 9-1-1: Notruf L.A. (9-1-1, Fernsehserie, Episode 1x09)
- 2018: Cam
- 2020: Greyhound – Schlacht im Atlantik (Greyhound)
- 2020: Day by Day (Fernsehserie, Episode 1x26)
- 2020: The Man in the Woods
- 2023: Founders Day